# 탕가사우루스
탕가사우루스(학명:Tangasaurus mennelli)는 도마뱀아목에 탕가사우루스과에 속하는 도마뱀이다. 지금은 멸종한 종으로 몸길이가 4~6m인 거대한 도마뱀에 속한다.

## 특징
탕가사우루스는 1924년에 시드니 H. 하우튼에 의해 설명되고 이름 지어졌다. 그는 그것이 길고 강력하며 평평한 꼬리 때문에 수생물에 적응하게 된 가능성이 있는 디앱드 파충류라고 생각했다. 하우그톤과 반대로 피베토우(1926년)는 탕가사우르스를 주로 육지 동물로 여겼다. 그는 노프사(1924년)에 이어 아라이오스셀리스, 카달리오사우루스, 브룸리아, 그리고 '여수치아인'(아라이오스셀리스보다 더 발전된 모든 다이오피드를 하나로 뭉치던 사라진 쇄골) 사우로스테르논, 플뢰로사우루스 등과 관련이 있다고 봤다. 피베토우(1926년)가 묘사한 마다가스카르의 호바사우루스 대로가 메소사우루스와 관련이 있는 것으로 여겨졌다. 비록 메소사우루스만큼 물속에서 살기에 특화되지는 않았지만 피베토는 짧은 목, 짧은 마누스, 잘 발달된 지혈 가시, 늑골의 경미한 파초스테시스증에 주목했다. 하우그톤(1930)은 마다가스카르에서 온 피베토우의 표본을 다시 설명하면서 탕가사우루스(당시 말라가시 표본을 포함)와 호바사우루스는 동맹이며 둘 다 다이옵스라고 결론지었다. 탕가사우루스는 짧은 앞줄기와 코라코이드, 작은 오사우루스, 길쭉한 몸통으로 인해 수생 파충류로 인식된 영이나 호바사우루스의 형태학적으로 중간인 것으로 여겨졌다. 피베토(1926년)는 탕가사우리나에 브룸리아, 사우로스테르논, 탕가사우루스를 포함했다. 하우그튼의 논문(1930년) 이후 탕가사우르스와 호바사우루스는 보통 탕가사우루스과의 유일한 대표자로 포함되었다. 탕가사우루스의 알려진 표본은 필립 J. 커리(1982년)에 의해 재발견되었다. 그는 두 개의 자동포모르피에 기초하여 그 속들을 진단했다. 등뼈의 높고 직사각형 모양의 신경 가시와 관련 중심 길이보다 약 35% 더 크고 관련 지혈 아치 및 척추의 약 75%의 길이를 가지고 있다. 가장 큰 "탕가사우리드"(sensu Currie, 1982년)는 최대 코뿔소 벤트 길이가 약 30cm(12인치)인 호바사우루스다. 탕가사우루스의 가장 큰 표본은 그보다 20% 작지만 불완전한 오사우루스는 더 큰 표본이 존재할 가능성이 있음을 시사한다. Currie(1982)는 탕가사우루스과 내의 하위가족과 단결했다. 켄야사우르니에(켄야사우루스와 타데오사우루스를 포함하기 위해 지명한 것)와 탕가사우르니에(Tangasaurae sensu Haughton, 1930년)가 있다. 그는 탕가사우루스과와 영니나를 그가 이름지은 슈퍼패밀리 영니노이데아에서 함께 연합했다. 큐리(1980년)는 아케로소돈토사우루스의 이름을 지어, 쇄골 영인목에서 영미노이데아와 동맹을 맺었다.[3] 계통생리학적 분석을 사용하는 보다 최근의 연구들은 대개 영니노이데아나 영인균류 모두 단핵생성이라는 것을 시사한다. 콘스탄체 비켈만, 요하네스 뮐러, 로버트 R. Reisz(2009)는 아케로소돈토사우루스를 재탈출하고 그것을 위한 수중 생활 방식을 제안했다. 이들의 분석은 아래에 제시되어 있으며, "영인형목"에서 두 개의 뚜렷한 가족에 대한 지지를 발견했는데, 그것은 수생 탕가사우루스과와 육지 영인대( 탕가사우루스과와 부분 폴리토미)이다. 또한 양턱에는 삼각형 모양의 세렝된 이빨이 총 10~15개가 있다. 탕가사우루스는 두 사람을 대표하는 3syntypes에서만 알려져 있다. 잘 보여 주는 표본 2개(부분과 counterpart)에서 부분 두개골 그리고 거의 완성된 머리 유골이 알려진 보존되어 있는 작은 개인 그 속의 인터타입으로 지정되었다. 반면 상대방 슬래브 지대공 미사일 6231(그 머리의 다른 면을 보여 주는 것)남 아프리카 박물관, 케이프 마을에서 개최된다 그 부분은 슬래브(부분 두개골과 머리 보여 주고)은 불라와요 박물관, 짐바브웨에서 개최된다. 세번째 총 모식 SAM6232, 더 큰 개인으로부터 하는 것이 서투르보존된 거의 완성된 머리 골격을 나타낸다. 모든 표본 F.P.Mennell에 의해 1922년의 Mizimbazi 강 탕가시 북동쪽의 탄자니아에서 수집되었다. 그들은 Ruhuhu 밸리에서 탕가 침대의 중간 부분에서Lopingian 시리즈의 늦은Changhsingian 무대에 대해 252.5–251 만년 전으로 거슬러 수집되었다. 비록 Mennell 8거의 완성된 개인들의 해당 사이트에서 존재를 보도했다, 일련의 작업은 실종된 6개인에 대한 증거도 찾을 수 없다. Mennell의 보고서 1913년과 Janensch(1927년)보도에 의해서 발견되었다 함께 일부 파충류의 파편이 있는 유일한 파충류의 화석은 현재 탕가 침대에서 알려져 있다. 마다가스카르의 다양한 후기 페름 지역으로부터 잘 보존된 수많은 표본들은 처음에 피베토우(1926년)에 의해 탕가사우루스로 확인되었다. 그 기간 동안 모잠비크 해협이 막 개통되기 시작했다. 그러나 캐럴(1981년)과 커리(1982)가 이들 표본을 재검사한 결과 마다가스카르에서만 알려진 다른 속인 타데오사우루스를 대표하는 것으로 나타났다. 마다가스카르의 또 다른 표본인 MNN 1908-32-57도 탕가사우루스(Tangasaurus)에 잠정적으로 언급되었다. 그러나, Currie(1980)는 그것이 Acerosodontosaurus라고 이름지은 새롭고 뚜렷한 속이라는 것을 발견했다. 분류학적으로 보면 탕가사우루스는 수생 기저 탕가 북동부의 탄자니아의 늦은 페름기( 늦게 Changhsingian 무대)에서 알려진 탕가사우루스는 멸종된 파충류의 한 속이다. 그것은 단일 종들 Tangasaurus mennelli을 포함하고 있다.
먹이로는 당대에 서식했던 작은 동물, 무척추동물을 주로 먹고 살았을 육식성의 도마뱀으로 추정된다.

## 생존시기와 서식지와 화석의 발견
탕가사우루스가 생존하던 시기는 고생대의 후기인 페름기로서 지금으로부터 약 2억 9000만년전~2억 4500만년전에 생존했던 종이다. 생존했던 시기에는 아프리카와 오스트레일리아를 중심으로 하는 산맥으로 이뤄진 열대우림에서 주로 서식했던 종이다. 탕가사우루스(Tangasaurus)는 1924년 오스트레일리아의 고생물학자인 시드니 H. 하우튼(Sidney H. Haughton)에 의해 오스트레일리아에 고생대의 페름기에 형성된 지층에서 처음 발견이 되어 새롭게 설명되고 명명되었으며 그에 대한 종류인 탕가사우루스 메넬리(Tangasaurus mennel 총칭은 유일하게 알려진 표본이 발견된 탕가 지역과 '마법사'라는 뜻의 그리스 사우로라는 이름에서 유래되었다. 구체적인 명칭은 탕가사우루스의 표본을 보고하고 수집한 지질학자 F. P. 메넬을 기리는 것이다.

## 같이 보기
- 파충류
- 고생대
- 페름기
- 화석